# Sukosewu (Gandusari)
Sukosewu is een bestuurslaag in het regentschap Blitar van de provincie Oost-Java, Indonesië. Sukosewu telt 9888 inwoners (volkstelling 2010).